# Sênior
Sênior (português brasileiro) ou sénior (português europeu) é uma palavra de origem latina, utilizada em uma ampla variedade de contextos.

## Etimologia
Em latim, senior é o comparativo de superioridade de senex (idoso, ancião), e significa "mais antigo", "mais velho". Da mesma raiz senex também se originaram os termos senado (lat. senatus, conselho de anciãos) e senil.
Em português a palavra senior evoluiu para a forma senhor.  O seu antônimo é junior ("mais jovem"), comparativo de superioridade de juvene (jovem).

## Utilização
Na acepção mais geral, sênior é utilizado para designar o parente mais velho quando há em uma mesma família dois membros com o mesmo nome. Exemplo: Antonio Palocci (sênior), pai de Antonio Palocci.

### No ambiente corporativo
Em uma ampla gama de profissões, sênior é utilizado para indicar o indivíduo que acumula uma quantidade maior de anos de experiência em um mesmo cargo, por exemplo: "editor sênior", "gerente sênior", "economista sênior" etc.
Mais especificamente na área de Informática, um indivíduo é considerado "Sênior" após ter passado pelas fases "Júnior" (normalmente 1 a 2 anos de experiência) e "Pleno" (de 2 a 4 anos de experiência, em média), podendo evoluir posteriormente para os níveis "Master" e "Especialista".
Estes prazos variam dependendo da profissão.

### No esporte
No contexto esportivo são chamados de seniores os jogadores mais experientes ou com mais idade, em contraposição aos juniores, atletas ainda iniciantes no esporte e que ainda não fazem parte do elenco profissional da equipe.
No futebol de Portugal, as faixas etárias geralmente se distribuem da seguinte forma: infantis (11 a 12 anos), iniciados (13 a 14 anos), juvenis (15 a 16 anos), juniores (17 a 18 anos) e seniores (mais de 18 anos).

### Em outras culturas
Nos países de cultura anglo-saxã, entre outras acepções o termo senior pode designar o aluno do último ano do ginásio, colégio ou faculdade. A expressão senior citizen (cidadão sênior, ou, mais idoso) é utilizada para se referir a pessoas aposentadas. 